# Agni-Air-Flug CHT
Koordinaten: 28° 46′ 52″ N, 83° 43′ 18″ O
Agni-Air-Flug CHT (Flugnummer: AG-CHT) war ein Inlandsflug der nepalesischen Fluggesellschaft Agni Air von Pokhara nach Jomsom. Am 14. Mai 2012 stürzte die Dornier 228 nach einem missglückten Durchstartmanöver ab. An Bord befanden sich 18 Passagiere, 2 Piloten und 1 Flugbegleiter.  15 Menschen, darunter auch die beiden Piloten, kamen bei dem Absturz ums Leben.

## Fluggesellschaft
Agni Air war eine nepalesische Fluggesellschaft, die ausschließlich Inlandsflüge anbot. Von Kathmandu aus gab es Flüge nach Bhadrapur, Bhairahawa, Biratnagar, Jomsom, Lukla, Pokhara und Tumlingtar. Besonders Individualreisende, Trekkingtouristen und Pilger nutzten die Flugverbindungen der kleinen Airline.

## Fluggerät
Bei dem verunglückten Flugzeug handelte es sich um eine Dornier 228 mit dem Luftfahrzeugkennzeichen 9N-AIG.

## Unfallverlauf
Das Flugzeug befand sich auf einem Inlandsflug vom Pokhara nach Jomsom. Als gegen 09:45 Uhr Ortszeit bei klarem Wetter der Landeanflug auf Jomson missglückte, leiteten die Piloten ein Durchstartmanöver ein. Dabei streifte das Flugzeug mit einer Tragfläche einen Berg und stürzte ab. Kurz zuvor hatten die Piloten über Flugfunk von Problemen mit den Instrumenten berichtet.

## Untersuchung
Flugdatenschreiber und Stimmenrecorder der Unfallmaschine wurden wenige Tage später geborgen. Sie wurden zunächst der nepalesischen Zivilluftfahrtbehörde übergeben, die dann entschied, ob sie zur weiteren Analyse ins Ausland gebracht werden mussten.
Der Kapitän traf die Entscheidung, bei einer Geschwindigkeit von 73 Knoten eine scharfe Linkskurve einzuleiten, ohne den Kurvenradius und das ansteigende Gelände zu berücksichtigen. Dies führte zu einer kontinuierlichen Stall-Warnung während der letzten 12 Sekunden des Fluges. Die linke Tragfläche des Flugzeugs traf einen Felsen, und das Flugzeug stürzte ab. Die Entscheidung des Kapitäns, in dieser Phase des Fluges eine Linkskurve einzuleiten, verstieß gegen alle veröffentlichten Verfahren. Es wurde berichtet, dass der Kommandant ein leitender Fluglehrer war, der von der Zivilluftfahrtbehörde Nepals beschäftigt wurde.